# Obeidia fumosa
Obeidia fumosa là một loài bướm đêm trong họ Geometridae.